# 神戸市立若草小学校
神戸市立若草小学校（こうべしりつわかくさしょうがっこう）は、兵庫県神戸市須磨区若草町1丁目にある公立小学校。

## 沿革
- 1980年4月1日 - 神戸市立妙法寺小学校より分離開校。

## 教育目標
- 心やさしく たくましく 明るく 思いやりのある子の育成

## 学校行事
- 4月 始業式・入学式
- 5月
- 6月
- 7月 終業式
- 8月 夏休み
- 9月 始業式
- 10月
- 11月
- 12月 終業式
- 1月 始業式
- 2月
- 3月 終業式・卒業式

## 通学区域
- 神戸市須磨区[1]
  - 車（全域）、東白川台1 - 5丁目、若草町1 - 3丁目

## 校区内の主な施設など
- 神戸市立須磨北中学校（進学先中学校）
- 北須磨ドライビングスクール

## 交通アクセス
- 神戸市バス
  - 84・125系統「若草小学校前」より
  - 5・79系統「若草町」より

## 通学区域が隣接している学校
- 神戸市立白川小学校
- 神戸市立東落合小学校
- 神戸市立花谷小学校
- 神戸市立妙法寺小学校
- 神戸市立谷上小学校
- 神戸市立ひよどり台小学校